# Circles (jeu vidéo)
Pour les articles homonymes, voir Circle.
Circles est un jeu vidéo de puzzle développé et édité par Jeroen Wimmers, sorti en 2017 sur Windows et Mac.

## Accueil
- Canard PC : 6/10[1]
- Destructoid : 7,5/10[2]